# Bujanovac (općina)
Općina Bujanovac (srpski: Општина Бујановац) je općina u Pčinjskom okrugu u južnoj Srbiji na granici s Kosovom i Sjevernom Makedonijom. Središte općine je naselje Bujanovac.

## Stanovništvo
Prema popisu stanovništva iz 2002. godine općina je imala 43.302 stanovnika, većinsko stanovništvo su Albanci (54,69%) zatim Srbi (34,14%) i Romi (8,93%).

## Naselja u općini
U općini se nalazi 59 naselja:
Baraljevac • Biljača • Bogdanovac • Božinjevac • Borovac • Bratoselce • Breznica • Brnjare • Bujanovac • Buštranje • Veliki Trnovac • Vogance • Vrban • Gornje Novo Selo • Gramada • Dobrosin • Donje Novo Selo • Drežnica • Đorđevac • Žbevac • Žuželjica • Zarbince • Jablanica • Jastrebac • Karadnik • Klenike • Klinovac • Končulj • Košarno • Krševica • Kuštica • Levosoje • Letovica • Lopardince • Lukarce • Lučane • Ljiljance • Mali Trnovac • Muhovac • Negovac • Nesalce • Oslare • Pretina • Pribovce • Ravno Bučje • Rakovac • Rusce • Samoljica • Sveta Petka • Sebrat • Sejace • Spančevac • Srpska Kuća • Starac • Suharno • Trejak • Turija • Uzovo • Čar